# Ј-22 орао
Ј-22 орао је српски двомоторни јуришни авион развијен и серијски произвођен у сарадњи Југославије и Румуније, кроз сарадњу двају ваздухопловнотехничких института и ваздухопловних индустрија. Први прототип је полетео 1974. године, а међународну промоцију доживео је на ваздухопловној изложби у Паризу 1985. године, био је то авион Орао Ј-22, № 25102.
Поред усвајања више нових технологија, Орао има историјски значај и по томе, што је он први домаћи авион који је летео већом брзином од брзине звука.

## Развој
Настао је услед потребе да се дотадашњи јуришни авиони властите производње Ј-21 Јастреб, који су се налазили у наоружању Ратног ваздухопловства СФРЈ, замене савременијим авионом за подршку, који се може користити и за одређене борбене задатке ваздух-ваздух. Узор, при конципирању, био је узор француско-британски јуришни авион Јагуар (енгл. SEPECAT Jaguar). Концепцијска сличност између ова два авиона је очигледна, (оба су двомоторни висококрилци са ојачаним стајним органима у гондолама трупа и са сличним распоредом наоружања и подвесних линија). Због ограничења у извозу савременијих мотора, већег потиска, конструктори су морали да се задовоље са старијим, класичним турбо-млазним мотором Вајпер 632, слабијег потиска и веће специфичне потрошње горива, због чега је Орао последично имао много лошије карактеристике од свог узора. Ситуација се нешто привидно поправила са уградњом коморе за додатно сагоревање. То је било нужно, побољшало је перформансе у полетању и у маневру, уз још допунско повећање утрошка горива. По законитостима струке допунско сагоревање се првенствено користи за постизање надзвучне брзине и и остварење доброг маневре при извршавању борбених задатака. Подршка се одвија на малим висинама, при чему се не користи допунско сагоревање, због повећања топлотног одраза, што повећава ризик од дејства ракета земља-ваздух. Поред тога, на малим висинама се мора штедети гориво због веће потрошње. Произилази да Орао, у борбеним условима, може користити допунско сагоревање само у полетању. Овај проблем је решаван на сличним авионима, из ове категорије, са стартним („џето“) ракетама, које се, после узлета и престанка рада, одбацују.

### Увођење нових технологија
При развоју авиона Орао, Ваздухопловнотехнички институт је увео многе нове технологије, које се нису до тад користиле на домаћим авионима. То је био веома значајан технолошки скок, у односу на претходне авионе Г-2 Галеб и J-21 Јастреб. Гледано у томе контексту, програм Орао има посебне заслуге и историјски значај. Нове технологије, које су уведене при развоју авиона Орао:
- Стреласто, танко крило.
- Кабина под контролисаним диференцијалним притиском.
- Избациво седиште Mk YU 10 LB(Мартин Бекер), за екстремне услове нулте брзине и висине („0-0“).
- Интегрална структура авиона, производи се с фрезовањем.
- Жиро платформа, као подсистем нападно навигацијског система.
- Хоризонтални стабилизатор и крмило висине су јединствена површина.
- Све командне површине су без аеродинамичке и статичке компензације, са чиме су значајно смањени отпор и маса авиона.
- За погон командних површина, интегрисани су хидраулички серво покретачи, и уведен је савремен систем команди лета.
- Уведена је вештачка стабилизација (пригушивачи) око све три осе, са аутопилотом око уздужне осе.
- Аутоматско кочење при слетању.
- Кочни падобран итд.
- Вођено наоружање, ракета ваздух-земља АГМ-65 Маверик, „Гром“ и „Муња“.[2]

### Команде лета
Реализован је најмодернији систем команди лета, у својој механичко-хидрауличко-електронској категорији. Пилот своју жељу, при управљању авионом, „саопштава“ преко померања палице, што се преноси кинематиком до разводника хидрауличког покретача. Поред ове команде на разводник, из рачунара UPSU, пристиже електронски сигнал (преко серво вентила) за позиционирање разводника, као резултат функција пригушивача и аутопилота по оптимизираним законима управљања. Разводник се позиционира према резултујућем сигналу (улазу). Сагласно томе позиционирају се и хидраулички серво покретачи, односно командне површине. Захваљујући овом ефикасном систему, авионом Орао се лако и прецизно управља у свим условима лета. Томе доприноси и допунска функција аутопилота. Када је авион у неправилном положају, притиском пилота на „инстинктно дугме“, а основу те команде авион се аутоматски враћа у нормалан положај, са крилом у хоризонталној равни.
Увођење вештачке стабилизације је нужност за авионе овакве конфигурације, односа момената инерције, већег распона брзина лета и положаја тежишта.

## Варијанте
- Предсеријски Орао

Први развој је био са старим технологијама градње структуре од претходних авиона Галеб и Јастреб. Последично је била већа маса, што је без мотора са комором за допунско сагоревање условљавало лошије перформансе, посебан проблем је био у дугим стазама полетања. У овом стандарду је произведено 35 предсеријских авиона. Они су опремљени као извиђачи IJ-22 (IJ, значи - извиђач јуришник). Произведено је 26 авиона једноседа (са № 25701—25726).
- Двосед предсеријски

Тренажна (двосед) верзија предсеријског авиона Орао, INJ-22, произведено је 9 авиона, са № 25601—25609.
- Серијски Орао

Варијанта са интегралном структуром, коморама за додатно сагоревање мотора. Овај стандард Орла је опремљен за борбену намену у задацима подршке и дефинисан је као серијски авион Ј-22, произведено је 57 примерака, са № 25101—25124, 25151-25175, 25201-25208.
- Двосед серијски тренажни авион

-22 Орао, произведен 21 авион, са № 25501-25512, 25525-25533.
- -22

Један INJ-22 је конвертован у морнаричку намену, са ознаком INJ-22М, № 25606.

## Кооперација у развоју и производњи
Сарадња СФРЈ и Румуније је била по систему, свих развојних, производних и осталих активности, пола/пола. Два института су тако сарађивали на пројектовању и развоју, а ваздухопловне индустрије на производњи авиона Орао. Опитни центар, сваке стране, је независно испитивао своје прототипове, с тим што су размењивана искуства и подаци. Свака страна је финансирала свој део производње. Ако једна страна није технолошки могла производити неке делове или склопове, а то је правило дебаланс, преузимала их је од друге стране, уз договорену надокнаду.
Ваздухопловна индустрија СФРЈ је производила делове и склопове по уговореној међудржавној расподели. У СФРЈ је финалиста била Фабрика авиона СОКО у Мостару, Утва из Панчева је учествовала у изради структуре (задњи део трупа), стајне органе и хидраулику је производила Прва Петолетка у Трстенику, опрему Телеоптик-Жироскопи у Земуну, електронику Руди Чајевец у Бања Луци и ИРЦА Енергоинвест у Сарајеву, мотор Орао у Рајловцу и остали свој уговорени део.
Укупно је произведено 203 авиона, 115 за СФРЈ и 88 за Румунију.
За СФРЈ су произведени:
- Прототип, једносед 1 примерак (31.10.1974)
- Прототип, двосед 1 примерак (25.11.1976)
- Предсерија 35 примерака, са класичном технологијом структуре од елемената од лима, спојених са елементима за везу (закивање). Од ових авиона су 26 једноседа, IJ-22 (1981—1984) и 9 двоседа, INJ-22 (1982—1984).
- Серија 78 авиона, 57 једносед J-22 (1983—1992) и 21 двосед NJ-22 (1986—1992)[3]

## Први надзвучни лет
Орао № 25101, којим је управљао пробни пилот Марјан Јелен, постигао је већу брзину лета од брзине звука, 22. новембра 1984. године. То је је постигао у понирању, под углом од 25 степени, изнад аеродрома Батајница.

## Борбена дејства
Прва борбена дејства Ј-22 Орао је извршио за време грађанског рата у Југославији. У условима слабе или готово никакве противничке противавионске одбране, Орао је скоро неометано дејствовао по паравојним снагама. У томе периоду, распада државе, сви авиони Орао су опремљени системом пасивне заштите од дејства ракета земља-ваздух. То су били топлотни мамци, бакље.
Према непотврђеним информацијама авиони Орао су за време НАТО бомбардовања СР Југославије 1999. године успешно дејствовали против формација ОВК на Косову.

## Корисници[5]

### Тренутни корисници
Србија
- У РВиПВО Војске Србије се тренутно налази 26 авиона типа Орао у верзијама Ј-22 (9), NJ-22 (7), IJ-22 (8) и INJ-22 (2). Сви оперативни авиони верзија Ј-22 и НЈ-22 се налазе на аеродрому Краљево-Лађевци у 241. ЛБАЕ „Тигрови“, док се извиђачке верзије (IJ-22 и INJ-22) налазе се у 2. Извиђачком Одељењу. Обе јединице су у склопу 98. авијацијске базе. Неки Орлови се тренутно налазе на Батајничком аеродрому јер нису у летном стању, као и још један J-22 који је у летном стању и користи га Центар за летна испитивања (бивши ВОЦ) Техничко-опитног центра.

 Република Српска
- 1991, након проглашења независне државе Словенија, 238. ЛБАЕ се са аеродрома Церкље евакуише у Бању Луку. Повлачењем ЈНА из БиХ Срби из БиХ проглашавају Републику Српску и стварају њене оружане снаге, Војску Републике Српске, коју су чинили бивше људство и техника ЈНА које је остало у Босни међу којима је било и 12 Орлова. Орлови су прво виђени у операцијама против хрватске војске, Хрватског Вијећа Одбране и Армије Републике БиХ. За време ратних дејстава РВ и ПВО ВРС је изгубила 4 Орла, што услед пријатељске ватре Српске ПВО, што од дејства хрватских снага. 1996. двосед НЈ-22 25 504 је избачен из употребе због истека ресурса и недостатка резервних делова. Тренутно се у републици Српској налази 7 авиона Ј-22 Орао (Ј-22 једноседи - 5 су форсажни.). 2006. Војска Републике Српске и Војска Федерације БиХ су се ујединиле у Оружане Снаге БиХ. Будућност авиона је неизвесна јер се у наоружању Ваздушних снага и ПВО ОС БиХ од ваздухоплова из РС налазе само хеликоптери Газеле и Ми-8, а према речима званичника ОС БиХ неће имати млазну авијацију јер за то тренутно нема средстава. Србија је покушала да преузме Орлове који су у власништву Републике Српске, кроз размену, али је федерални бошњачки ентитет упорно одбијао.

### Бивши корисници
СФРЈ
- Прве ескадриле ЈРВ које су биле наоружане Орловима биле су 353. ИАЕ (Извиђачка авијацијска ескадрила) у Мостару и 351. ИАЕ у Церкљу. Те јединице су користиле извиђачку (ИЈ-22) и наставно-извиђачку верзију (ИНЈ-22) Орла. Пре распада СФРЈ, само три ловачке-бомбардерске авијацијске ескадриле (ЛБАЕ) су биле потпуно наоружане Орловима у, а то су: 238. ЛБАЕ у Церкљу, 241. ЛБАЕ у Скопљу и 242. ЛБАЕ у Подгорици. У ЈРВ су биле још три ескадриле у којима су до пола били уведени Орлови у наоружање као 252. ЛБАЕ у Батајници. Након распада СФРЈ једна ескадрила Орлова је остала у РВ и ПВО Војске Републике Српске, док су остали прешли у СРЈ.

 СРЈ
- Након распада СФРЈ, већина ваздухоплова ЈРВ је остало у Савезној Републици Југославији. Од укупног броја авиона који су служили у ЈРВ, 17 их је повучено из употребе и изложено, углавном испред Музеја ваздухопловства. Авиони који су остали у употреби летели су у следећим јединицама: од 1992. до 1996. у 241. ЛБАЕ „Тигрови“ и 242. ЛБАЕ „Орлови"; од 1996. до 2006. у 241. ЛБАЕ „Тигрови“, 252. ЛБАЕ „Курјаци са Ушћа“ и 353. ИАЕ „Соколови“. За време НАТО агресије, 16 Орлова је уништила НАТО авијација на земљи, и то 12 авиона(Ј-22) и 4 авиона(NЈ-22). Пошто није имао руску електронику, Орао је могао несметано да лети на Борбене мисије против терориста ОВК, јер НАТО системи за ометање нису могли да му науде. Постоји непотврђена информација да је један Орао оборио америчку крстарећу ракету Томахавк.

 Румунија
- Румунско ваздухопловство је користило авионе ИАР-93 (7. ловачко-бомбардерски пук и 49. ловачко-бомбардерски пук из Крајове), касније их је 1998. избацило из употребе.

## Удеси
Са авионом Орао било је више неборбених удеса, први су почели Румуни.
- У Крајови, у опитном центру, Румуни су испитивали максималну брзину лета предсеријског двоседа. У току постизања велике брзине доживели су „флатер“ хоризонталног репа и авион се распао, пилоти су се спасили катапултирањем седишта. Тај авион је имао још увек старе, почетне команде лета, са компонентама са авиона МиГ-21. Хидраулички покретач БУ-51МС, био је уграђен на плочи (носачу) мале крутости и њене осцилације услед деформација су расле са аеродинамичком побудом на постигнутој брзини. Била је грешка ићи на максималне брзине анвелопе лета, која још није била покривена са аспектом феномена „флатера“. За остале румунске удесе, нема информација.
- Први југословенски удес је био на двоседу на Батајничком аеродрому. У прилазу за слетање авион је „превучен“ (прекорачен критични нападни угао), ученик је погинуо а наставник је остао неповређен.
- 1989. године два авиона из ескадриле стациониране на аеродрому Голубовац код Подгорице ударила су у брда недалеко од Бококоторског залива због ниске облачности, при чему су оба пилота погинула. То је било због недостатка радара у авиону
- Прво катапултирање из авиона Орао, уз тешке телесне повреде, извршио је капетан прве класе Милашин Радовић 10. априла 1983. године изнад аеродрома Мостар. Приликом техничке пробе у вертикалним еволоцијама при брзини 950 km/h и висини 2500 м пилот је осетио веома јак метални ударац у пределу трупа авиона услед кога долази до страховитих вибрација и немогућности управљања авионом.
- 21. 05. 2008. године У Банату, код села Баранде, пилот-мајор Томас Јаник је напустио авион Орао (№25114). Пилот је задобио тешке телесне повреде (фактуру три пршљена кичменог стуба и отворени прелом леве потколенице), авион је произведен 1985.
- 3. 06. 2010. године. Пилот Слободан Јоцић је напустио авион Орао (№25156), због квара система стајних органа. Претходно је усмерио авион да падне у Гружанско језеро код Кнића, да не би угрозио насеља, и смањио што више оштећења на авиону, авион је произведен 1987. Пилот остао жив, са лаким повредама.[6][7]
- 15. 11 2013. године авион Орао (№25155) се срушио током пробног лета код Мрчајеваца у околини Чачка. Пилот је усмерио авион ка ливади, а затим се катапултирао, тако да није било повређених или материјалне штете, авион је произведен 1986.[8]

## Изложени примерци
Већина произведених Орлова је повучена из употребе и седамнаест њих је изложено, углавном у Музеју ваздухопловства у Београду.
-22 Орао
 25001, прототип изложен у Музеју ваздухопловства у Београду.
 25710, изложен у Тополи.
 25719, изложен у Музеју ваздухопловства у Београду.
 25721, изложен у Музеју ваздухопловства у Београду.
 25723, изложен у Музеју ваздухопловства у Београду.
 25724, изложен у Музеју ваздухопловства у Београду.
-22 Орао
 25606, изложен испред "Airport City-a" у Београду.
Ј-22 Орао
 25101, изложен на улазу у Панчевачки аеродром (Орао који је први пробио звучни зид).
 25102, изложен у фабрици "Прва петолетка" Трстеник.
 25107, изложен у Музеју ваздухопловства у Београду.
 25118, изложен у Музеју ваздухопловства у Београду.
 25120, изложен у Музеју ваздухопловства у Београду (Орао који је осликан).
 25168, изложен на улазу у Лађевачки аеродром.
NЈ-22 Орао двосед
 25505, изложен у Музеју ваздухопловства у Београду.
 25506, изложен у Музеју ваздухопловства у Београду.
 25509, изложен у Музеју ваздухопловства у Београду.
 25511, изложен у Музеју ваздухопловства у Београду.

## Техничке карактеристике
Опште карактеристике
- Посада: 1 или 2
- Дужина: 13,02
- Распон крила: 9,63
- Површина крила: 26
- Висина: 4,52
- Траг точкова: 2,5
- Максимална ширина трупа: 1,68
- Површина вертикалног стабилизатора: 4,43
- Размах хоризонталног репа: 4,72
- Површина хоризонталног репа: 8,2
- Маса авиона: 5.750
- Маса спољњег терета: 2.800
- Маса унутрашњег горива: 2.450
- Нормална полетна маса: 8.400
- Максимална маса узлетања: 11.200

Летне карактеристике
- Долет: 1 320
- Борбени радијус: 530
- Брзина пењања: 5.340
- Највећа висина лета (плафон): 15.000
- Гранична убрзања: -4,2  / +8

Мотор
- Мотор: Два Вајпер Мк632-47, са накнадним сагоревањем
- Потисак мотора: 17,79 / 22,24 kN са накнадним сагоревањем

### Наоружање
- 2x топ 23 mm-ГШ-23Л са 200 граната,
- До 2.800 kg подвесног наоружања на пет носача на трупу и крилима
- Различите врсте класичних авио-бомби слободног пада: фугасне, разорне, тренутно-распрскавајуће - југословенске и совјетске производње
- Касетне бомбе британске производње БЛ-755 Белуга (може да носи укупно 4 комада током једне борбене мисије)(које су и актуелне у наоружању многих НАТО армија)
- За уништавање аеродромских писта, француске пробојне авио-бомбе Дурандал.
- Невођене ракете калибра 57 mm, 128 mm и 260 mm, са кумулативним или тренутно-распрскавајућим дејством, совјетске или југословенске производње
- Радио-вођене ракете југословенске производње типа „Муња“, домета око 10
- Телевизијски вођене ракете америчке производње типа АГМ-65 Маверик (произведене осамдесетих година 20. века и актуелно у наоружању војске САД и неких НАТО армија)[9][10]
- Авион Ј-22 ОРАО на Батајничком аеродромуУ унутрашњем контејнеру интегрисан је систем за пасивну против радарску и ИЦ заштиту